# ام‌وی رناسا
ام‌وی رناسا (به انگلیسی: MV Renasa) یک کشتی است که طول آن ۸۵ متر (۲۷۸ فوت ۱۰ اینچ) می‌باشد. این کشتی در سال ۱۹۹۹ ساخته شد.